# Fazenda Rio Grande
Fazenda Rio Grande là một đô thị thuộc bang Paraná, Brasil. Đô thị này có diện tích 116,676 km², dân số năm 2007 là 79255 người, mật độ 779 người/km².